# HMS Alexandra (1875)
Le HMS Alexandra est un navire cuirassé de la Royal Navy, de type navire à batterie centrale.
Il passe une grande partie de sa carrière en tant que navire amiral et participe à des opérations visant à dissuader l'agression de l'Empire russe contre l'Empire ottoman en 1878 et au bombardement d'Alexandrie en 1882.

## Description
Au moment de sa conception, le Board of Admiralty est en désaccord entre eux en ce qui concerne la fourniture de voiles pour les navires de guerre contemporains ; la conception des machines à vapeur est avancée au point où les navires peuvent traverser l'Atlantique uniquement à la vapeur, mais un nombre restreint mais influent de membres supérieurs de la hiérarchie navale doute. Cette minorité réussit à convaincre le conseil de concevoir l’Alexandra comme un navire à batterie centrale gréé.
L’Alexandra est le dernier d'une longue série d'étapes progressives dans le développement de navires de son type. En tant que militairement le plus efficace de tous les cuirassés bordés, il est conçu par Nathaniel Barnaby, l'un des premiers et des plus efficaces partisans des vertus de l'artillerie montée sur tourelle.
Son armement est disposé dans une batterie centrale, avec des canons lourds déployés à la fois sur le pont principal et sur le pont supérieur. Reconnaissant l'importance croissante du tir axial, Barnaby organise l'artillerie de sorte que, en tirant à travers les embrasures, il y a la capacité de déployer quatre canons lourds pour tirer droit devant et deux à l'arrière ; tous les canons peuvent, si nécessaire, tirer du côté bordé.
L’Alexandra est le dernier cuirassé britannique à transporter son armement principal entièrement sous les ponts ; il est l'un des deux seuls navires britanniques à monter des canons de calibre 11 pouces (279 mm), l'autre étant le HMS Temeraire.
Il est le premier navire de guerre britannique à être propulsé par des moteurs composés verticaux, transportant des chaudières cylindriques à haute pression avec une pression de travail de 410 kPa, par rapport aux chaudières rectangulaires fonctionnant à une pression montée dans les navires précédents à 210 kPa. Ces moteurs pourraient, si nécessaire, propulser le navire à une vitesse de 14,5 nœuds (27 km/h). Au moment de son achèvement, l’Alexandra est le cuirassé le plus rapide à flot.
Il était prévu d'appeler le navire HMS Superb, mais le nom fut changé lors de son lancement, un baptême par la princesse de Galles. Il est le premier cuirassé britannique à être lancé par un membre de la famille royale ; le duc et la duchesse d'Édimbourg, le duc et la duchesse de Teck et le duc de Cambridge sont également présents. L'élément religieux du service (le premier lors d'un lancement de navire depuis la Réforme anglicane) est dirigé par Archibald Campbell Tait, l'archevêque de Canterbury, assisté de Thomas Legh Claughton, évêque de Rochester.

## Histoire
Il est mis en service à Chatham le 2 janvier 1877 en tant que navire amiral de la Mediterranean Fleet et occupe ce poste sans interruption jusqu'en 1889. Il est le navire amiral de l'amiral Geoffrey Hornby lors de son passage à travers les Dardanelles pendant la peur de la guerre russe de 1878. Le 9 février, il s'échoue par mauvais temps dans la partie la plus étroite du détroit et est remorqué par le HMS Sultan à temps pour conduire l'escadre à Constantinople. Le 4 octobre 1879, le HMS Alexandra entre en collision avec le HMS Achilles au large de Chypre, bloquant ce dernier navire avec son hélice.
Il est présent au moment du bombardement d'Alexandrie en 1882 ; dans cette action, le drapeau de l'amiral est déplacé vers l'HMS Invincible, car il a un tirant d'eau moins profond et peut naviguer plus près du rivage. Au cours de cette action, le 11 juillet 1882, sous le commandement du capitaine C. F. Hotham, l'artilleur Israel Harding renvoie un obus ennemi de 10 pouces dans un baquet d'eau, une action qui lui vaudra la Croix de Victoria. En 1886, le duc d'Édimbourg hisse son drapeau à bord et le prince George de Galles le rejoint en tant que lieutenant. Il est mis en radoub en 1889 pour la modernisation.
En 1891, il est le vaisseau amiral de l'amiral surintendant des réserves navales à Portsmouth jusqu'en 1901. Il a alors un effectif de 408 hommes et est commandée par le capitaine W.H. Pigott. Son dernier temps en mer est comme navire amiral de la flotte "B" lors des manœuvres de 1900. En 1903, il devient un navire-école mécanique et est vendu en 1908.